# Mascarilla facial

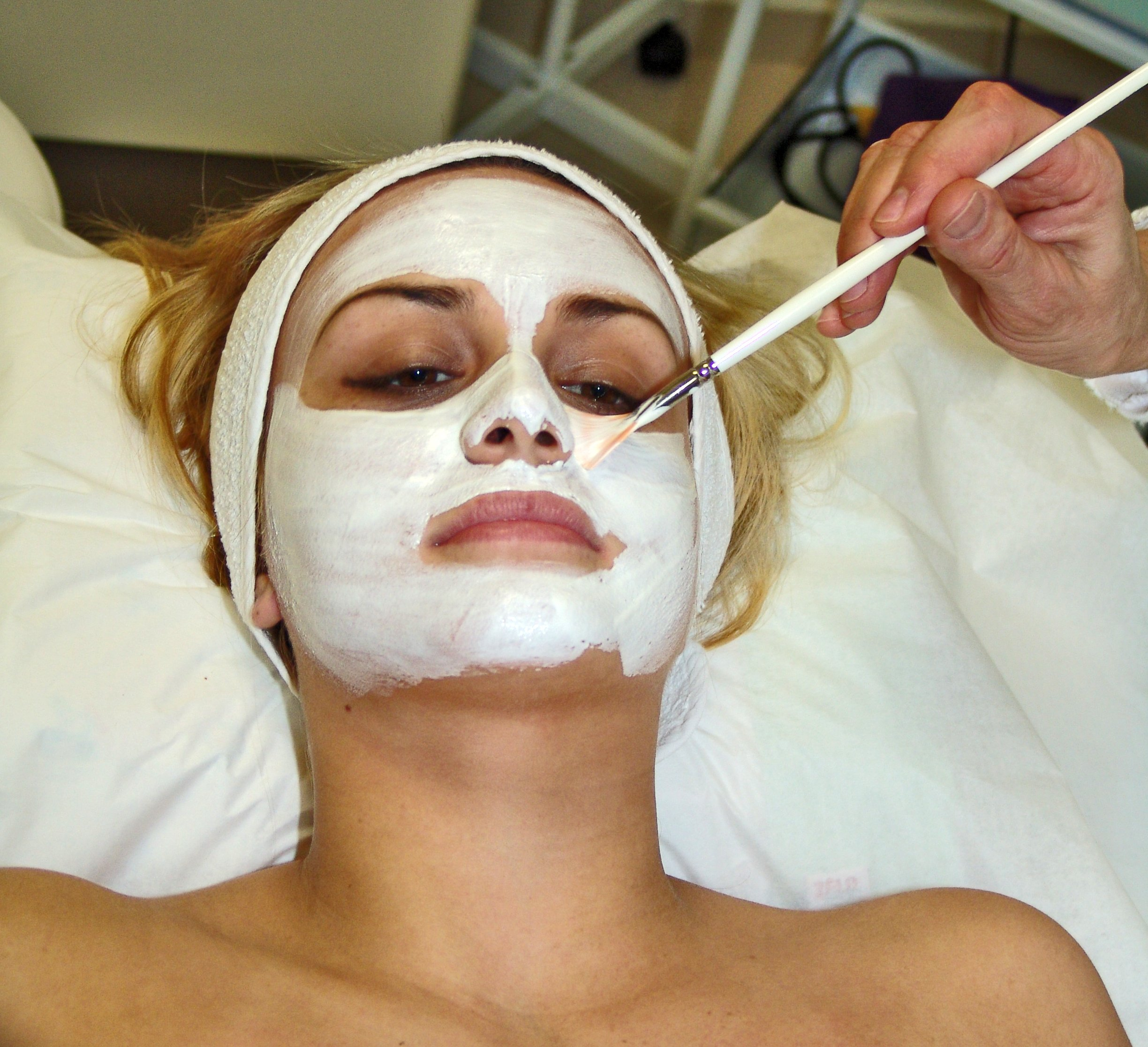
Máscara facial

Una mascarilla es una capa de productos cosméticos o naturales que se aplica sobre toda la cara o parte de ella con finalidad estética.

## Efectos generales
- Absorber la capa superficial de la piel
- Retener el agua en la piel e hidratarla
- Atenuar las finas líneas de expresión
- Exfoliar y retirar las células muertas de la superficie de la piel

Existen también mascarillas especializadas para contorno de ojos. También hay productos multifuncionales que pueden usarse como hidratante normal o como mascarilla hidratante de cualquier tipo de piel. Si se aplica una capa más gruesa y se deja reposar durante algunos minutos.

## Tipos
- En polvo: está compuesta generalmente por minerales como el caolín o la arcilla, sales y elementos refrescantes. Deben disolverse en una loción para darles consistencia hasta obtener una masa que una vez aplicada esperaremos 20 minutos para retirarla. Las sales y los principios activos que contienen, estimulan la circulación sanguínea produciendo un efecto refrescante y reafirmante al evaporarse las sustancias líquidas de la loción (tónico). Para pieles secas se pondrá una loción hidratante. Para pieles sensibles se preparará una loción descongestiva con azuleno. Para pieles acnéicas y grasas se usará una loción con azufre o que sea astringente.
- Sólida térmica: tienen una textura como la parafina de bajo punto de fusión pero más plástica que la parafina. Su efecto térmico se debe a que al aumentar la temperatura provoca que la piel transpire evitando al mismo tiempo su evaporación. Además al fundirse la secreción sebácea va a ser arrastrada con el calor, limpiando los folículos pilosebáceos. Este tipo de mascarillas contiene extractos de plantas ricas en azuleno, descongestivas, antiinflamatorias y sedantes.
- Pastosas: se usan para piel y cabello y pueden incluir en su composición extractos de algas, sales, arcillas, azufre, elementos refrescantes...
- Gel: actúan reteniendo agua en la capa superior de la piel y tienen un efecto refrescante, suavizante y tonificante. No necesitan secarse sobre la epidermis y tienen distintas acciones cosméticas según los ingredientes activos que poseen. Para pieles grasas.
- Fango o barro termal: su principal y a veces su único ingrediente es el barro. Este tipo de mascarillas también serían las de algas, aconsejables para tratamientos corporales, faciales y capilares.
- Velo: película de celulosa embebida en colágeno. Se aplica seca sobre la cara y escote. Y se humedece con un líquido activador específico. Lo que permite transferir el colágeno puro desde el velo hasta la piel asegurando hidratación profunda y dando consistencia y elasticidad a los tejidos. Se utiliza especialmente como tratamiento de shock para pieles envejecidas y desvitalizadas y además para pieles deshidratadas.
- Plástica fría: compuesta por un polvo con sales. Al mezclarse ¾ partes de solución (tónico) y una de polvo, se polimeriza y se moldea acoplándose a la piel, se aplica rápidamente con espátula. Se deja actuar unos 20 minutos retirándolas de una sola pieza. Su acción principal es hidratante y acondicionadora, ya que la mezcla permite que la pasta retenga agua mientras se seca. De una zona de alta concentración de agua la mascarilla pasa a tener una baja concentración de agua por el proceso de ósmosis.
- Peel-off: minutos después de su aplicación se secan y se retiran de una pieza. Sirven para limpiar la zona T.
- Batidos  : son aquéllas mezclas caseras que unen ingredientes raros como harina de arroz, clara de huevo y miel para hacer un intento de tratamiento rejuvenecer milagroso y aplicarla sobre cutis maduro.

## Sus funciones

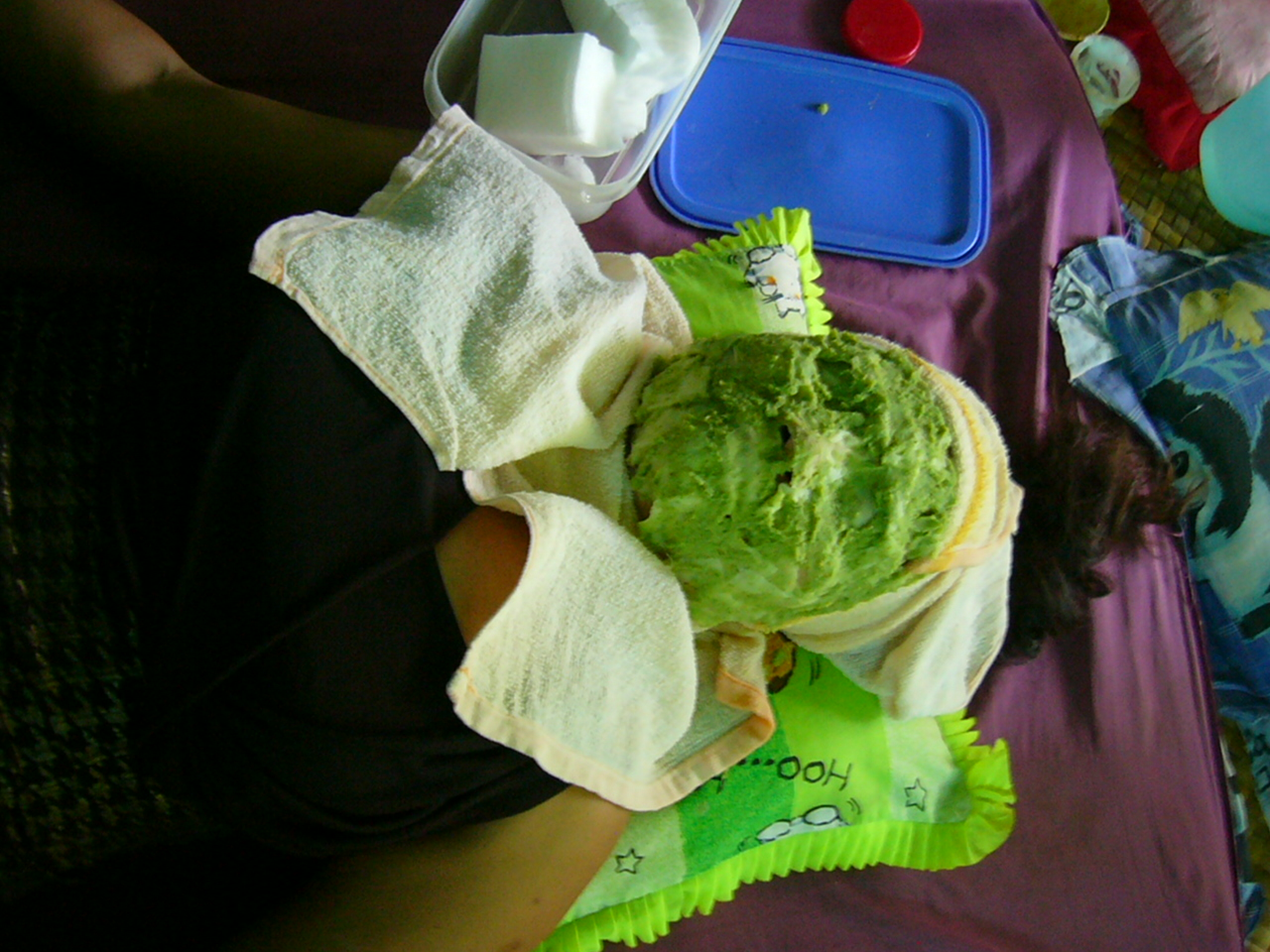
Mujer con máscara

- Efecto tensor: Al aplicarse húmedas y al volatilizarse el solvente que contiene se seca en la piel provocando una tensión de tipo físico y una oclusión. Sus acciones son el aumento de la nutrición celular y la aceleración sanguínea que conlleva un aumento de oxígeno.
- Efecto lifting reafirmante: La tensión que provoca tensa y reafirma los tejidos.
- Acción de higiene:
- Acción purificante: Al estimular la eliminación de las secreciones se produce un vaciamiento del canal folicular.
- Hidratante: La aplicación de la mascarilla ablanda el estrato córneo y ayuda a que la piel retenga su propia humedad, proporcionándole una barrera de protección, alisando y difuminando las arrugas y líneas de expresión.
- Estimulante: Cuando se retira la mascarilla se produce una estimulación de los vasos capilares superficiales que son los encargados de llevar los elementos nutritivos que necesitan los tejidos.
- Aclarante: Debido a la presencia de caolín que absorbe el exceso de melanina en el estrato córneo para no marcar las manchas pigmentarias.
- Renovador celular: Al eliminar las células muertas de la capa córnea se activa y acelera la renovación celular.

## Tipos de piel
- Las pieles secas: deben utilizar mascarillas hidratantes.
- Las pieles acnéicas: para este tipo de piel es recomendable una mascarilla purificante y calmante.
- Las pieles con rojeces: es recomendable una mascarilla hidratante y calmante.